# Calciumfumarat
Calciumfumarat ist eine chemische Verbindung des Calciums aus der Gruppe der Fumarate.

## Gewinnung und Darstellung
Calciumfumarat-Trihydrat kann durch Reaktion von Calciumcarbonat mit einer Fumarsäurelösung gewonnen werden.

## Eigenschaften
Calciumfumarat und sein Trihydrat sind weiße geruchlose Feststoffe. Das Trihydrat besitzt eine orthorhombische Kristallstruktur mit der Raumgruppe Pna21 (Raumgruppen-Nr. 33).

## Verwendung
Es kommt auch bei der biochemischen Herstellung von Fumarsäure als Zwischenprodukt vor. Als Lebensmittelzusatzstoff hat es die INS-Nummer 367. 